# Gossamer Albatross
Il Gossamer Albatross è un velivolo a propulsione umana costruito dall'ingegnere aeronautico Paul B. MacCready. Il 12 giugno 1979 ha attraversato il canale inglese della Manica, vincendo il secondo Premio Kremer.
Il velivolo era spinto attraverso l'uso di pedali che azionavano un'elica a due pale e che permetteva un volo fino ad un massimo di metà dell'apertura alare, in quanto prodotto tramite effetto suolo. Pilotato dal ciclista non professionista Bryan Allen, il Gossamer Albatross percorse 38,5 km in 2 ore e 49 minuti, raggiungendo la velocità massima di 29 km/h ad un'altezza media di 1,5 metri.

## Storia

### Sviluppo
Il velivolo venne progettato e costruito dal team guidato da Paul B. MacCready, un noto ingegnere aeronautico statunitense che, prima del Gossamer Albatross, aveva già costruito un altro velivolo a propulsione umana: il Gossamer Condor, conquistandosi il primo Premio Kremer il 23 agosto 1977, completando un percorso di volo "ad otto".
Il team di MacCready ha costruito due Albatross: l'aereo di riserva è stato testato congiuntamente dai laboratori della NASA Langley e Dryden in un programma di ricerca svolto nel 1980.
L'aereo di riserva venne testato nell'autodromo di Houston, il primo volo indoor controllato nella storia dei mezzi a propulsione umana. L'Albatross II è esibito attualmente al Museo del Volo di Seattle.  Il velivolo utilizzato nella traversata della Manica è esposto invece allo Smithsonian. Un'ulteriore versione europea è conservata al Deutsches Museum di Monaco.

### Varianti ad energia solare
Un successore dell'Albatross fu il Gossamer Penguin del 1980, che sfruttava l'energia solare.  La struttura è stata realizzata dal team di MacCready per tentare il terzo attraversamento della Manica. La maggior parte dei suoi parametri erano ¾ delle dimensioni del Gossamer Albatross. Esso era stato concepito come alternativa più veloce (in quanto più potente) a quest'ultimo nel caso fosse stato precluso il successo nella traversata al più lento Albatross.
Nonostante fosse fragile e poco pratico,  il Penguin aprì la strada ad un velivolo più evoluto, il Solar Challenger  (letteralmente lo "sfidante solare"). Il Solar Challenger aveva un'apertura alare di 14,7 metri e il peso di 90 kg. Le sue ali erano ricoperte da ben 16 128 celle fotovoltaiche, per un totale di 2 600 Watt di potenza utile. Il Solar Challenger era capace di raggiungere un'altitudine di 3 660 metri e nel luglio 1981 compì un volo di 262 km da Parigi a Manston, nel Regno Unito.

## Descrizione tecnica

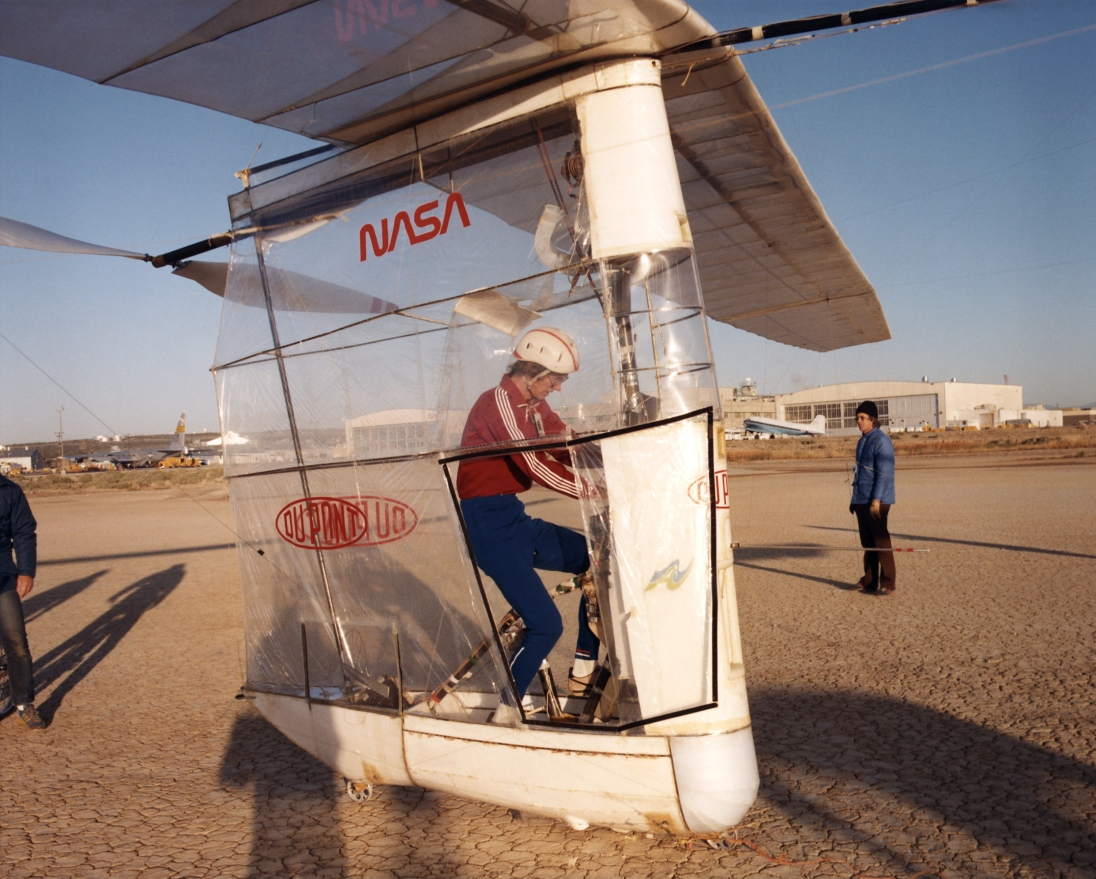
Cabina del Gossamer Albatross

L'aereo ha una configurazione insolita, usando lo stabilizzatore davanti alla cabina del pilota, come nel Flyer dei Fratelli Wright. Il Gossamer Albatross era costituito da un telaio in fibra di carbonio, con la struttura alare in polistirene espanso. L'intera struttura alare era avvolta da una sottile pellicola trasparente di PET. Il peso a vuoto della struttura era di soli 32 kg, nonostante il peso lordo del velivolo per la traversata della Manica fosse di oltre 100 kg. Il velivolo era dotato di ali molto lunghe per il sostenimento in aria, simili a quelle degli alianti, in modo da utilizzare la minima potenza necessaria per decollare. Una volta in volo, la potenza necessaria era di 200 Watt, sebbene la minima turbolenza poteva rendere questo valore più elevato.

## Esemplari attualmente esistenti

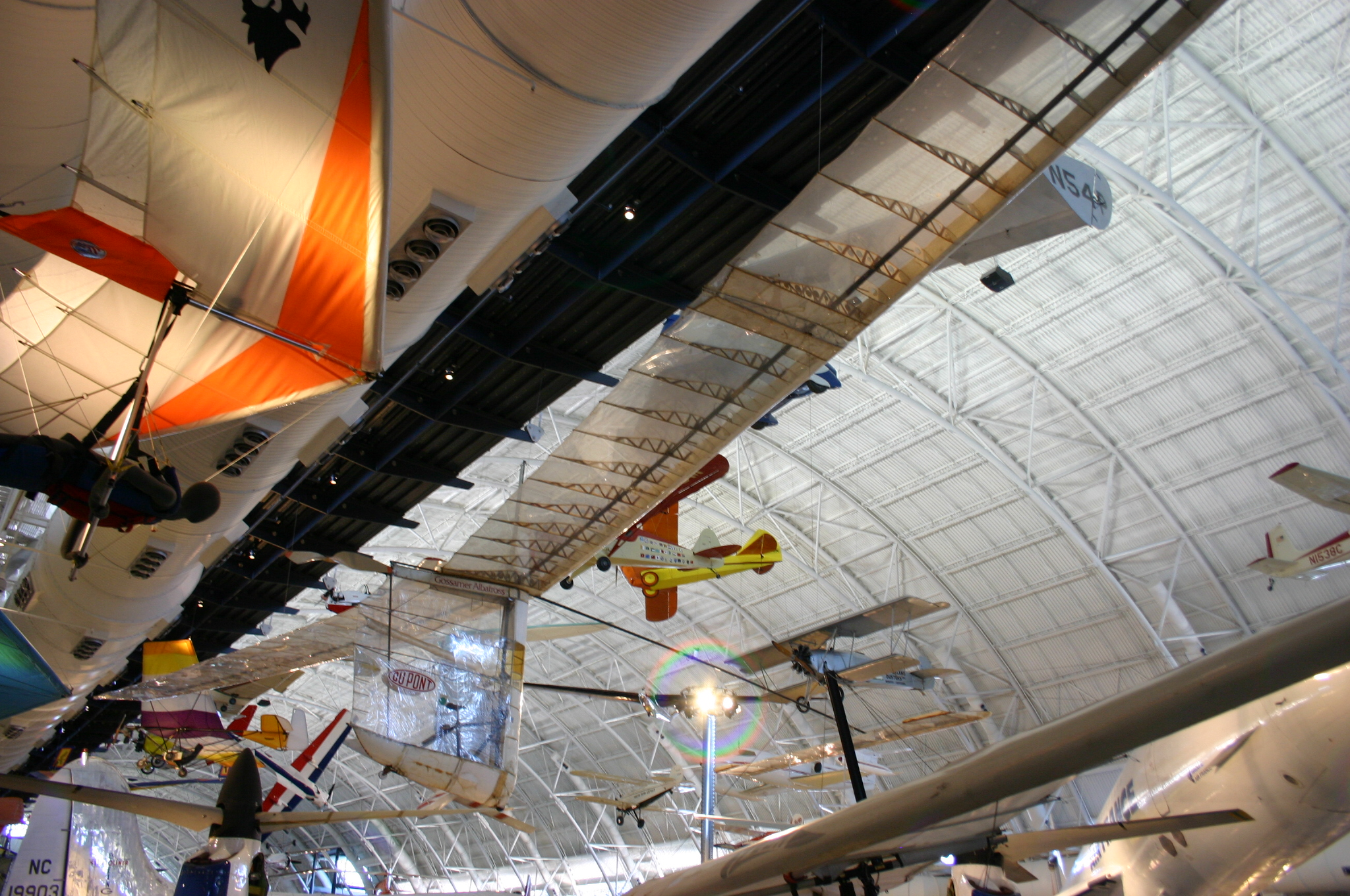
L'Albatross esposto allo Steven F. Udvar-Hazy Center.

I due Albatross costruiti sono conservati ed esposti presso due strutture museali in territorio statunitense.
Il primo Albatross costruito, l'esemplare utilizzato per oltrepassare la Manica in volo, è visibile al pubblico presso lo Steven F. Udvar-Hazy Center, sezione dello Smithsonian National Air and Space Museum situata in prossimità dell'Aeroporto Internazionale di Washington-Dulles.
L'Albatross II è situato nelle strutture del Museum of Flight presso l'aeroporto Internazionale di King County, nello stato di Washington.